# 徐洋 (涂鸦画家)
徐洋（1990年代—），90后，贵州省黔东南人，擅长于用涂鸦街头艺术展示黔东南文化。

## 经历
徐洋从小喜爱绘画并进行过绘画专业学习，高中时开始学习国外的街头涂鸦艺术。2012年起，徐洋着眼于黔东南独具特色的民族文化符号，以黔东南的山川、河流、动植物、图腾、各种传说为灵感创作涂鸦作品。2015年，徐洋在黔东南州博物馆举办了个人涂绘展，为贵州省首例。